# Kołyska Newtona

Kołyska Newtona (na tle dzieła Isaaca Newtona Matematyczne zasady filozofii naturalnej)

Kołyska Newtona, wahadło Newtona, potocznie kulki Newtona – przyrząd ilustrujący zasadę zachowania pędu i energii podczas sprężystego zderzenia kul, używany też jako gadżet biurowy lub bibelot.

## Opis działania
Na nitkach zawieszony jest rząd kilku stykających się z sobą jednakowych stalowych kulek, które mogą wykonywać wahania tylko w jednej płaszczyźnie. Gdy jedna z nich zostanie odchylona i puszczona, jej uderzenie w pozostałe kulki spowoduje, że po przeciwnej stronie szeregu odskoczy tylko ostatnia kulka. Jej wychylenie będzie prawie takie samo jak pierwszej. Analogicznie, gdy odchyli się i puści dwie kulki, z drugiego końca odskoczą również dwie kule. Ogólnie rzecz biorąc, tyle samo kulek odskoczy na końcu szeregu, ile zostało odchylonych na jego początku, zaś pozostałe (środkowe) kulki pozostaną nieruchome. Zachowanie to bywa postrzegane przez laików jako paradoks.

## Wyjaśnienie
Zderzenia kulek są prawie doskonale sprężyste, czyli zachowana jest przy nich energia kinetyczna zderzających się ciał. Z zasady zachowania energii i zasady zachowania pędu wynika – przy założeniu, że masy obu ciał są takie same, a pierwsze ciało się poruszało, natomiast drugie było nieruchome – że po zderzeniu pierwsze ciało się zatrzymuje, a drugie porusza z taką prędkością, jaką miało pierwsze ciało. W ten sposób pęd przekazywany jest w całości następnej kulce, która przekazuje go kolejnej. Dopiero ostatnia kulka, nie mogąc przekazać pędu dalej, sama zaczyna się poruszać. Jeśli odchylone zostały dwie (trzy lub więcej) kulki, ich pęd zostaje przekazany w całości ostatnim dwóm (trzem lub więcej) kulkom. Przenoszenie pędu odbywa się bardzo szybko, niezauważalnie dla obserwatora. Dla stalowych kulek prędkość przekazu pędu równa jest prędkości podłużnej fali mechanicznej w stali, czyli około 6 km/s.